# Muzeul Universității "POLITEHNICA" din București
Muzeul Universității "POLITEHNICA"din București, după cum îi spune și numele, este un muzeu ce prezintă istoricul Politehnicii, începând de la primele cursuri de inginerie din Țara Românească introduse de Gheorghe Lazăr în anul 1818, și până în ziua de azi.
În planurile proiectului pentru Școala Națională de Poduri și Șosele, desenate la Paris și semnate de arhitecții francezi Lecomte du Noüy și Cassien Bernard la 26 decembrie 1884, figurează și Sala de Museu și Colecțiuni, localizată în corpul A, primul corp construit, în stânga Curții de onoare. În perioada de început, muzeul avea mai mult un rol de păstrare a aparaturii de laborator necesare predării și realizării lucrărilor practice de fizică. Acest lucru este evident având în vedere aparatele ce erau depozitate în acel spațiu - "echipamente noi, funcționale, ce erau utilizabile în mod curent în procesul educațional". Ulterior s-au adăugat machete de poduri și clădiri, planșe, etc.
Pe la 1892 este încadrat în școală Dionisie Many, inginer și profesor de fizică. Ministerul Lucrărilor Publice, autoritatea tutelară a școlii care pregătea ingineri specialiști pentru lucrări publice, l-a trimis în două rânduri în Europa Apuseană ca să studieze organizarea instituțiilor de învățământ superior și, în special, a laboratoarelor de electrotehnică, a muzeelor, a atelierelor de pe lângă aceste universități. La întoarcere a făcut două rapoarte către conducerea Ministerului privind modul de organizare a școlii, rapoarte în care era cuprins și acest muzeu.

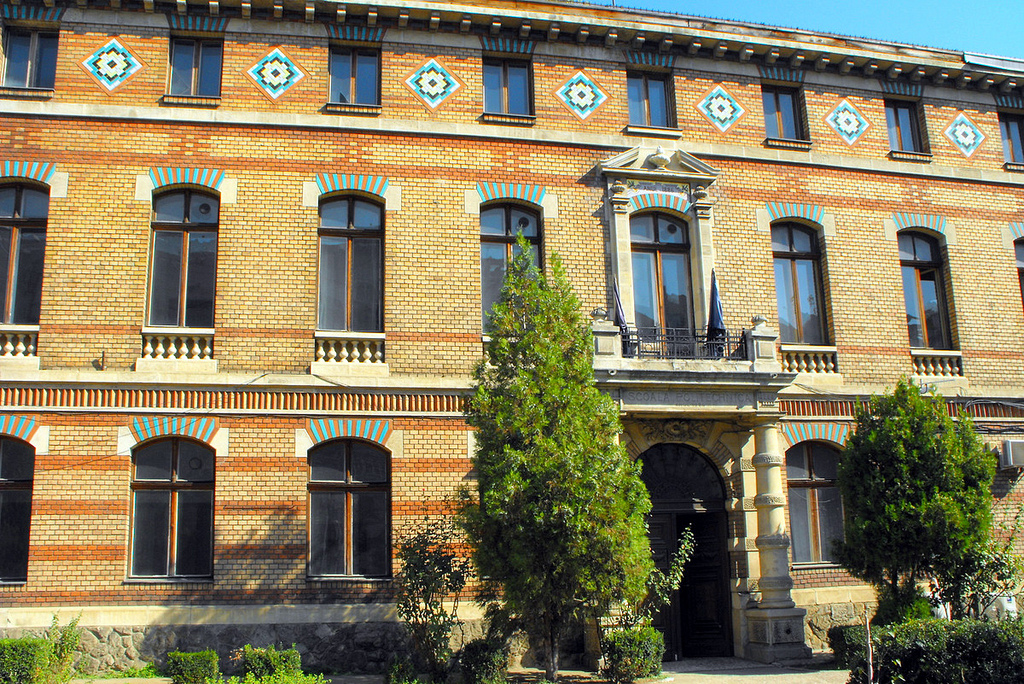
Palatul Școalei Politehnice, azi Universitatea "POLITEHNICA" din București - monument istoric, cod B-II-m-B-19421

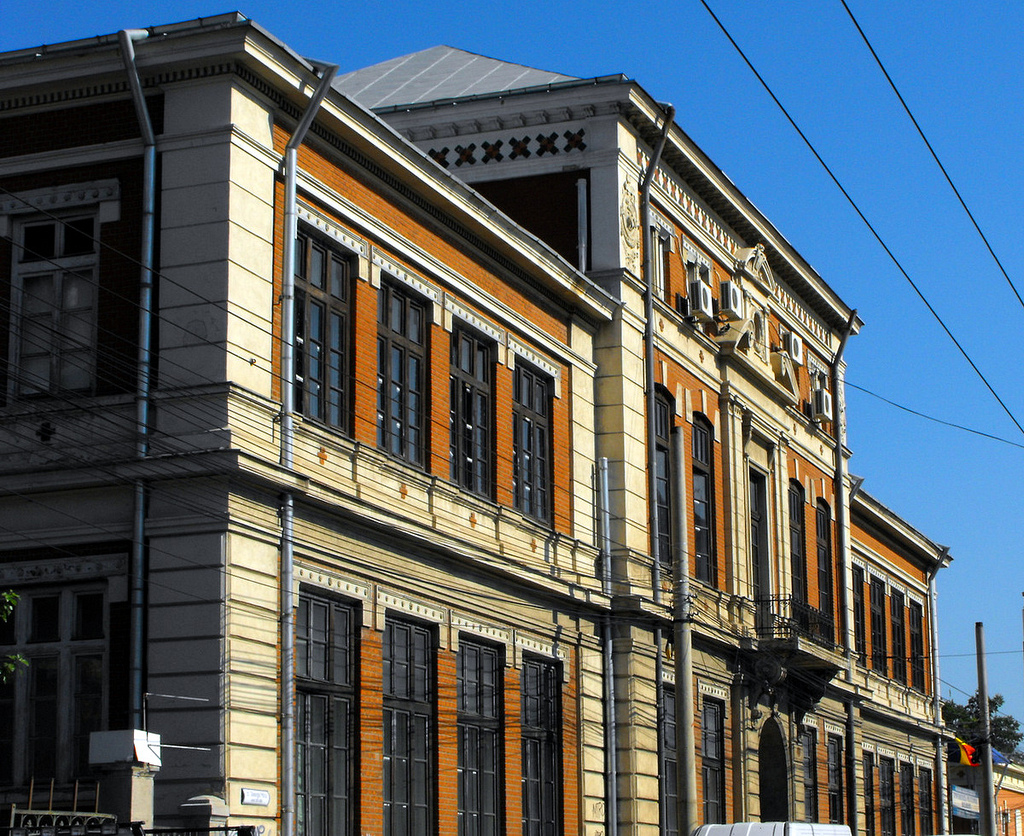
Vechea Școală de meserii, azi Universitatea "POLITEHNICA" din București - monument istoric, cod B-II-m-B-19422

După realizarea Marii Uniri s-a pus problema realizării unei expoziții în Parcul Carol, similare celei din 1906, lucru ce este realizat în luna septembrie a anului 1921 - Expoziția și târgul de mostre a industriei românești din întreaga Românie. Această sarcină a fost dată lui Mihail Manoilescu, tânăr absolvent al Școlii Naționale de Poduri și Șosele. Expoziția a fost organizată pe 7 pavilioane și viza fel de fel de industrii ale epocii. Construcția a fost foarte practică, ușoară, din chirpici, cu acoperiș de stuf, cu hale destul de mari. În 1925, după ce are loc primul Congres Internațional de Foraje, însoțit de o expoziție în Parcul Carol o parte din exponate au fost donate Școlii Politehnice din București. Dar pentru că sala de muzeu din Calea Griviței era neâncăpătoare i-a fost repartizată o clădire în Parcul Carol, constituindu-se astfel Muzeul Industrial. Astfel Școala Politehnică din București avea două muzee. În această structură funcționează până în 1948, moment în care un incendiu produs din neglijența unui paznic conduce la distrugerea completă a muzeului din Parcul Carol. Din acest moment și până în anul 2000 nu mai există un muzeul al Școlii Politehnice, sau Institutului Politehnic București. Au existat totuși catedre sau facultăți care și-au constituit mici colecții muzeale.

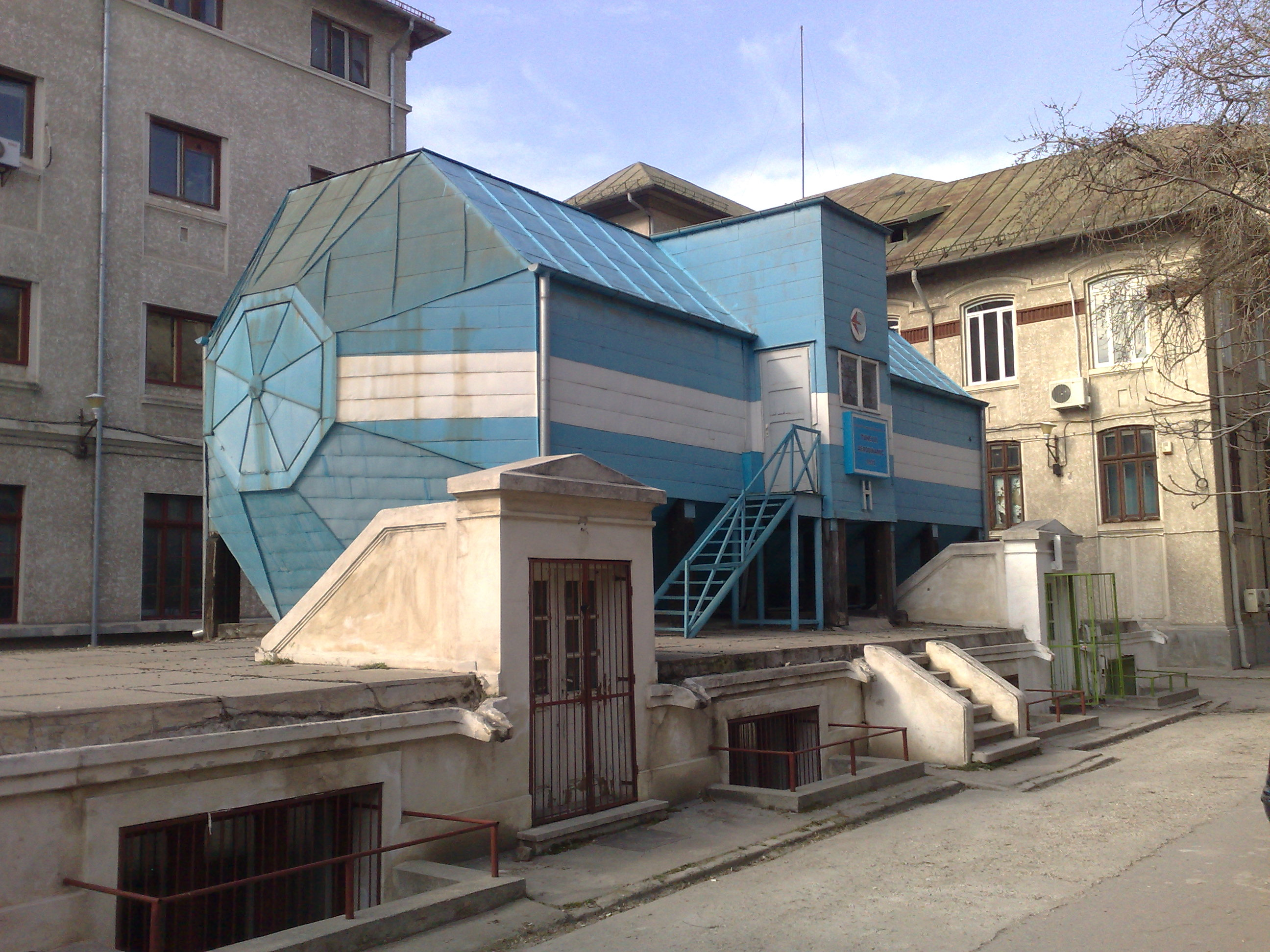
Sufleria aerodinamică din campusul Polizu

Prin Decizia 42/52 din 14.XII.2000 emisă de Biroul Senatului Universității la propunerea Rectorului Ioan Dumitrache, se reînființează Muzeul Universității "POLITEHNICA" din București. Inaugurarea oficială a muzeului a avut loc în data de 03.XII.2003 în prezența Președintelui României, domnul Ion Iliescu.
O parte din ansamblul clădirilor din zona Polizu - Calea Griviței aparținând Palatului Școalei Politehnice și vechii Școli de meserii este cuprins în lista monumentelor istorice ediția 2015.
În perioada scursă de la reînființarea muzeului, din anul 2000, conducătorii acestuia au fost: dr. ing. Ioan Vasile Buiu, ing. Vasile Diaconescu, dr. ing. Cornel Chira, dr. ing. Sorin Dinea, ist. Aurel Tudorache